# 東京ユニオン (労働組合)
東京ユニオン（とうきょうユニオン、英語：Tokyo Union、略称：GU）は、日本の労働組合である。北海道から九州まで70の地域にあるユニオンとともに、コミュニティ・ユニオン全国ネットワーク（ユニオン全国ネット）の活動をすすめている。全国コミュニティ・ユニオン連合会（全国ユニオン）に加盟している。

## 概要
- 東京ユニオンは、正社員だけではなく、パート、非常勤、派遣スタッフ、管理職、外国人労働者も個人で加盟できる。